# Iskandar di Perak
Il colonnello Iskandar Shah Ibni Almarhum Sultan Idris Murshidul Azzam Shah I Rahmatullah (Kampar, 10 maggio 1876 – Kuala Kangsar, 14 agosto 1938) è stato sultano di Perak in Malaysia dal 1918 al 1938.

## Biografia
Iskandar di Perak nacque a Kuala Keboi, Kampar, il 10 maggio 1876. Era il terzo figlio di Idris Shah I di Perak. Sua madre era Cik Ngah Manah binti Manda Duwayat. Iniziò gli studi presso la scuola centrale inglese di Taiping. Proseguì la sua formazione al Balliol College di Oxford. Nel 1902 tornò in patria e tre anni dopo entrò in servizio presso l'Ufficio del Segretario di Stato a Taiping. Nel 1906 entrò nelle forze di polizia e subito dopo venne nominato commissario assistente a Kuala Lumpur. In questo periodo iniziò a praticare diversi sport: calcio, hockey e cricket. Fece parte anche delle squadre statale e federale di polo. Anche dopo l'ascesa al trono continuò a praticare questo sport e istituì la squadra del Perak con sede a Kuala Kangsar.
Nel 1916 venne richiamato nel Perak e nominato Raja Bendahara; entrò anche nel Consiglio di Stato.
Alla morte di Abdul Jalil divenne il 30º sultano di Perak. Durante il suo regno, nel 1935, i distretti di Dinding e Pulau Pangkor furono restituiti dagli inglesi. Prima di questa data quelle terre erano parte degli Stabilimenti dello Stretto.
Per un breve periodo, Iskandar Shah risiedette all'Istana Lembah, che venne realizzato da Tukang Sofian dopo la grande alluvione del 1926 e completato nel 1931, mentre l'Istana Iskandariah era in costruzione. Quest'ultimo venne completato nel 1933.
Iskandar era noto per l'essere molto pio. Era solito dire alla gente che un uomo non avrebbe mai dovuto mancare alla preghiera del venerdì senza ragione. Promosse gli studi dell'Islam.
Si sposò quattro volte ed ebbe quindici figli, cinque maschi e dieci femmine.
Morì all'Istana Iskandariah di Kuala Kangsar il 14 agosto 1938 e gli fu concesso il titolo postumo di Marhum Kaddasullah. Gli succedette il cognato Abdul Aziz

## Eredità
Gli sono dedicati l'Istana Iskandariah e il ponte Iskandariah.